# 穂積山守
穂積 山守（ほづみ の やまもり）は、奈良時代の貴族。位階は正五位下。

## 経歴
持統天皇3年（689年）竹田王や藤原史らと共に判事に任じられる（この時の冠位は務大肆）。
文武朝の大宝4年（704年）従五位下に叙爵され、元明朝の和銅5年（712年）正五位下に至る。

## 官歴
『六国史』による。
- 時期不詳：務大肆
- 持統天皇3年（689年） 2月26日：判事
- 時期不詳：正六位上
- 大宝4年（704年） 正月7日：従五位下
- 時期不詳：従五位上
- 和銅5年（712年） 正月19日：正五位下